# Schach-Europameisterschaft 2010
Die 11. Schach-Europa-Einzelmeisterschaft der Frauen und Männer wurde vom 5. bis 19. März 2010 in der kroatischen Stadt Rijeka ausgetragen.

## Überblick
408 Männer und 158 Frauen nahmen an den Wettkämpfen, die im Schweizer System in elf Runden ausgetragen wurden, teil. Veranstalter waren die European Chess Union und der Schachklub Rijekas.
Das Turnier der Männer gewann der damals erst 19-jährige russische Großmeister Jan Nepomnjaschtschi. Aus elf Partien holte er 9,0 Punkte und wurde damit Europameister vor Baadur Dschobawa aus Georgien, der 8,5 Punkte erspielen konnte.
Bei den Frauen war die Schwedin Pia Cramling vor Viktorija Čmilytė und Monika Soćko erfolgreich.
| Platz | Spieler                   | Elo  | Punkte |
| 1     | Jan Nepomnjaschtschi (GM) | 2656 | 9,0    |
| 2     | Baadur Dschobawa (GM)     | 2695 | 8,5    |
| 3     | Artjom Timofejew (GM)     | 2655 | 8,5    |
| 4     | Sachar Jefymenko (GM)     | 2640 | 8,0    |
| 5     | Igor Lyssy (GM)           | 2615 | 8,0    |
| 6     | Zoltán Almási (GM)        | 2720 | 8,0    |
| 7     | Jewgeni Tomaschewski (GM) | 2701 | 8,0    |
| 8     | Maxim Rodshtein (GM)      | 2609 | 8,0    |
| 9     | Iván Salgado López (GM)   | 2592 | 8,0    |
| 10    | Arman Paschikjan (GM)     | 2652 | 8,0    |
|       |                           |      |        |
| 41    | Arkadij Naiditsch (GM)    | 2691 | 7,0    |
|       |                           |      |        |
| 46    | Markus Ragger (GM)        | 2572 | 7,0    |
|       |                           |      |        |
| 67    | Rainer Buhmann (GM)       | 2587 | 7,0    |
|       |                           |      |        |
| 132   | Jan Gustafsson (GM)       | 2646 | 6,0    |
|       |                           |      |        |
| 154   | Roland Ekström (GM)       | 2491 | 6,0    |
| 155   | Joseph Gallagher (GM)     | 2486 | 6,0    |

## Endstand Männer
408 Schachspieler nahmen am Turnier der Männer teil. Davon kamen 67 aus dem Gastgeberland Kroatien. Für Russland waren 56 Spieler am Start. Deutschland stellte mit 23 Spielern das drittgrößte Aufgebot.
306 der 408 Spieler hatten einen FIDE-Titel, darunter alleine 187 Großmeister und 75 Internationale Meister.
Während des Turniers gab es 2212 Spiele, die auf elf Runden verteilt waren. Gespielt wurde im Schweizer System. 850-mal gewann Weiß, 606-mal Schwarz. Hinzu kamen 735 Remis und 21 Forfaits.
Der Ungar Zoltán Almási war der Teilnehmer mit der höchsten Elo-Zahl vor dem Turnier. Der spätere Turniersieger Jan Nepomnjaschtschi aus Russland war in dieser Liste auf Rang 35 zu finden.
Baadur Dschobawa gewann den Stichkampf um die Silbermedaille gegen Artjom Timofejew mit 1,5:0,5.
Unter den Spielern mit 7,5 Punkten wurden Stichkämpfe gespielt, um insgesamt 23 Plätze für den Schach-Weltpokal 2011 zu ermitteln. Es qualifizierten sich Jan Nepomnjaschtschi, Baadur Dschobawa, Artjom Timofejew, Sachar Jefymenko, Igor Lysyj, Zoltán Almási, Jewgeni Tomaschewski, Maxim Rodshtein, Iván Salgado López, Arman Paschikjan, Rauf Məmmədov, Sergej Movsesjan, Jurij Drosdowskyj, Vlastimil Babula, Jewgeni Worobew, Wladimir Hakobjan, Ferenc Berkes, Wladimir Potkin, Stelios Halkias, Liviu-Dieter Nisipeanu, Jewgeni Alexejew, Boris Gratschow und Bartosz Soćko.

## Endstand Frauen
| Platz | Spieler                 | Elo  | Punkte |
| 1     | Pia Cramling (GM)       | 2523 | 9,0    |
| 2     | Viktorija Čmilytė (IM)  | 2485 | 8,5    |
| 3     | Monika Soćko (GM)       | 2465 | 8,0    |
| 4     | Marie Sebag (GM)        | 2506 | 8,0    |
| 5     | Tatjana Kossinzewa (GM) | 2524 | 8,0    |
| 6     | Natalja Schukowa (WGM)  | 2492 | 8,0    |
| 7     | Jelena Dembo (IM)       | 2457 | 8,0    |
|       |                         |      |        |
| 28    | Elisabeth Pähtz (IM)    | 2486 | 7,0    |

Es beteiligten sich 158 Frauen an der Europameisterschaft 2010.
Neue Europameisterin wurde Pia Cramling. Viktorija Čmilytė wurde Zweite.
Den Stichkampf um die Bronzemedaille gewann Monika Soćko.
Bei den Frauen qualifizierten sich 14 Spielerinnen für die kommende Weltmeisterschaft. Es waren dies Pia Cramling, Viktorija Čmilytė, Monika Soćko, Marie Sebag, Tatjana Kossinzewa, Natalja Schukowa, Jelena Dembo, Antoaneta Stefanowa, Anna Musytschuk, Nadeschda Kossinzewa, Marija Musytschuk, Jekaterina Kowalewskaja, Nastassia Ziaziulkina und Iweta Rajlich.